# Málnavörös tinóru
A málnavörös tinóru (Chalciporus rubinus) a tinórufélék családjába tartozó, Európában és Ázsiában honos, tölgyesekben élő, ehető gombafaj.

## Megjelenése
A málnavörös tinóru kalapja 3-8 cm széles, alakja fiatalon félgömbös, majd domborúvá, idősen majdnem lapossá terül ki. Felülete filces, nemezes. Színe sárgásbarna, vörösbarna, a szélein vöröses.
Húsa puha, színe sárgás, a kalapbőr alatt rózsaszínes árnyalattal.  Kalaphús puha, a tönké fás, nem vagy csak gyengén színeződik el. Íze és szaga kellemes, nem jellegzetes.
Termőrétege csöves, a pórusok sokszögűek vagy kerekdedek. A termőréteg a tönkre kissé lefutó. Színe rózsaszín-kárminpiros, később borvörös. Sérülésre nem vált színt. 
Tönkje 2-5 cm magas és 0,5-1,5 cm vastag. Alakja zömök, általában lefelé vékonyodó. Színe felül kárminpiros, alul sárga.
Spórapora halvány vörösbarnától az okkerig változik. Spórája széles ellipszis alakú, sima, mérete 5,5-8,5 x 4-5,5 µm. 

### Hasonló fajok
A fenyvesekben és savanyú talajú lomberdőben élő borsos tinóru (Chalciporus piperatus) termőrétege és tönkje soha nem ennyire vörös-kárminpiros, és a tönkje is jóval vékonyabb. A szintén nagyon ritka, és külsőleg hasonló Chalciporus amarellus tönkje sárgább, és kizárólag feketefenyő alatt terem.

## Elterjedése és termőhelye
Európában és Nyugat-Ázsiában honos, kb. Örményországig. Magyarországon nagyon ritka. 
Lomberdőben, főleg tölgyesekben él. Júliustól szeptemberig terem.
Ehető, de ritkasága miatt kímélendő.

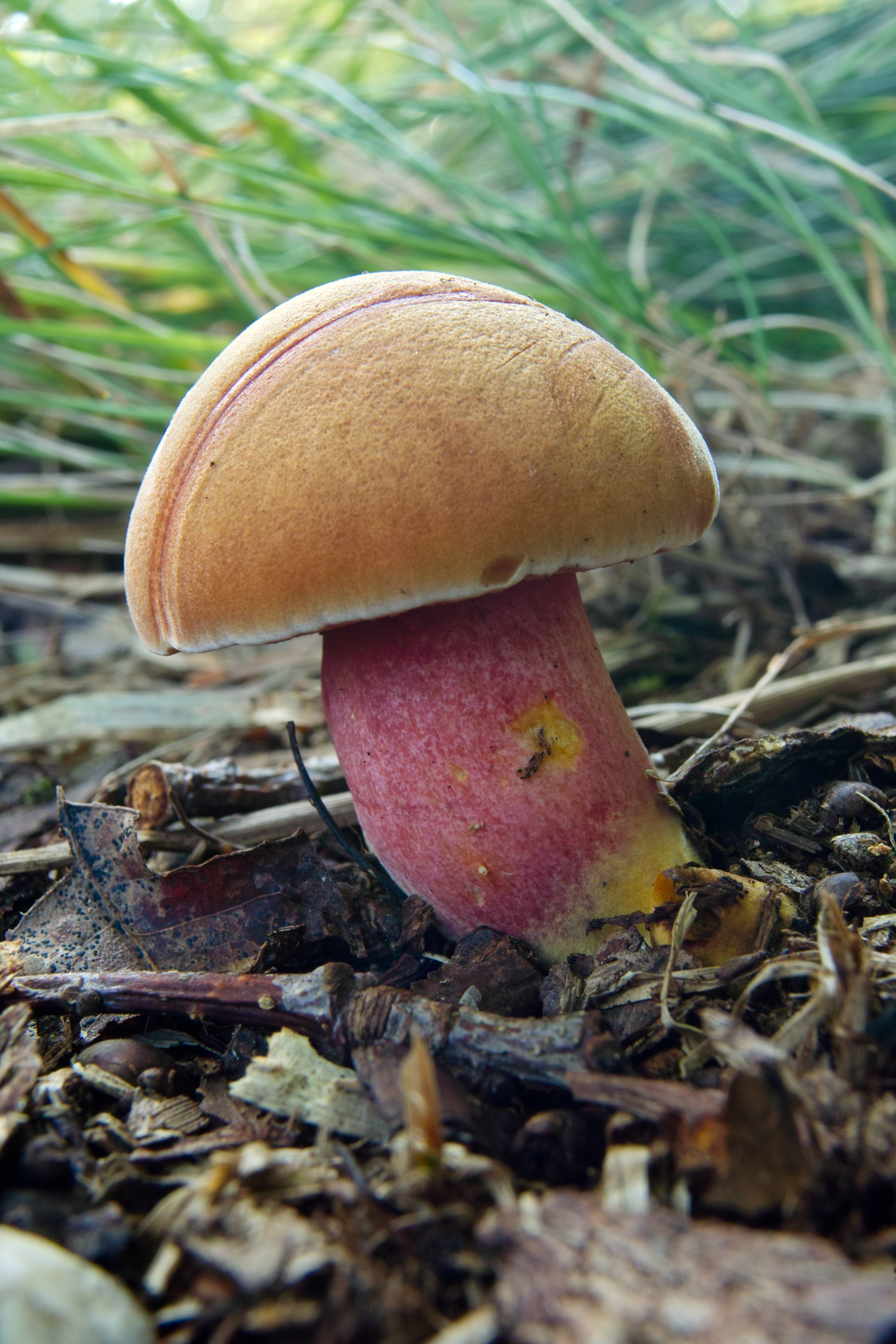
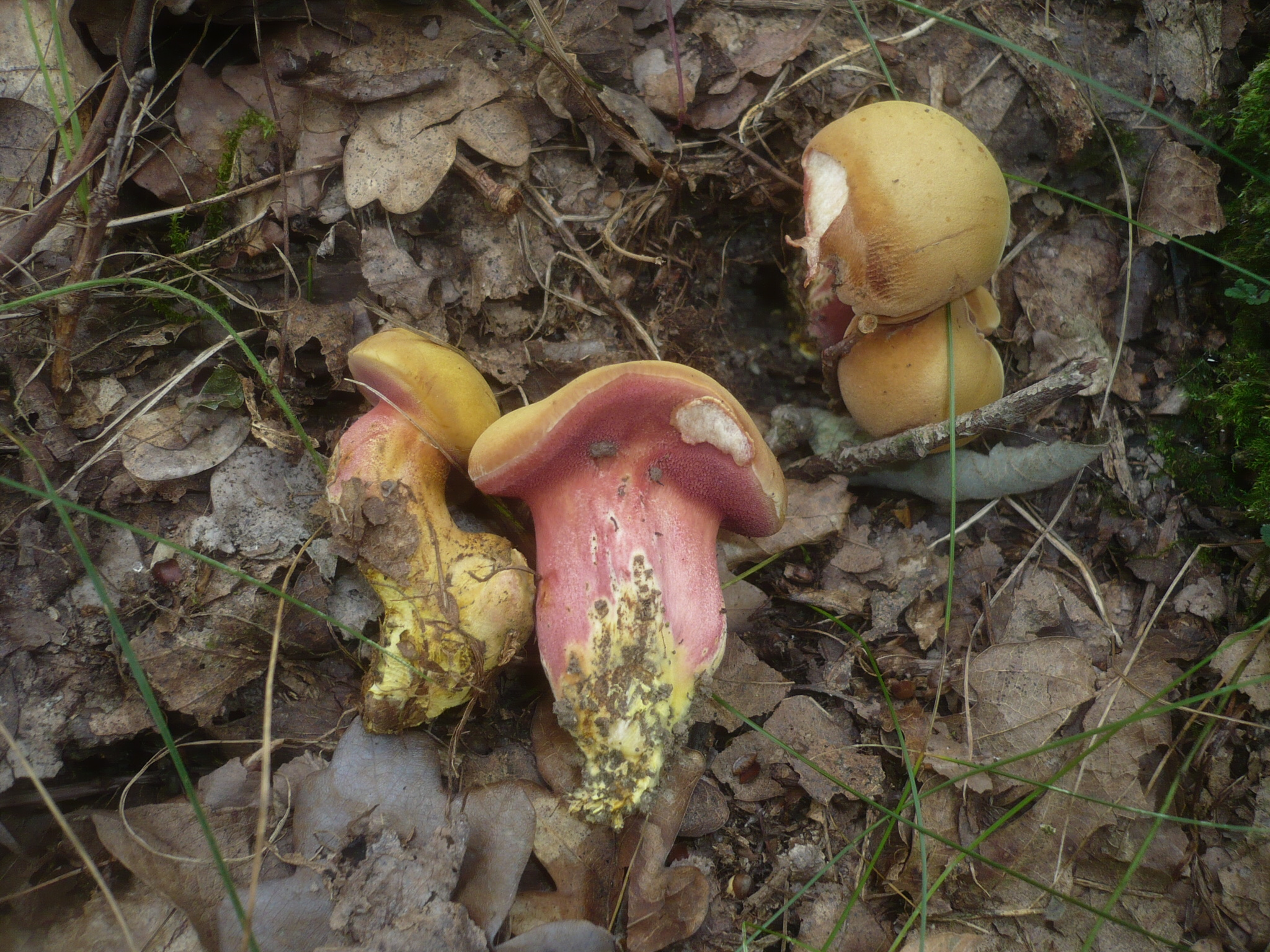
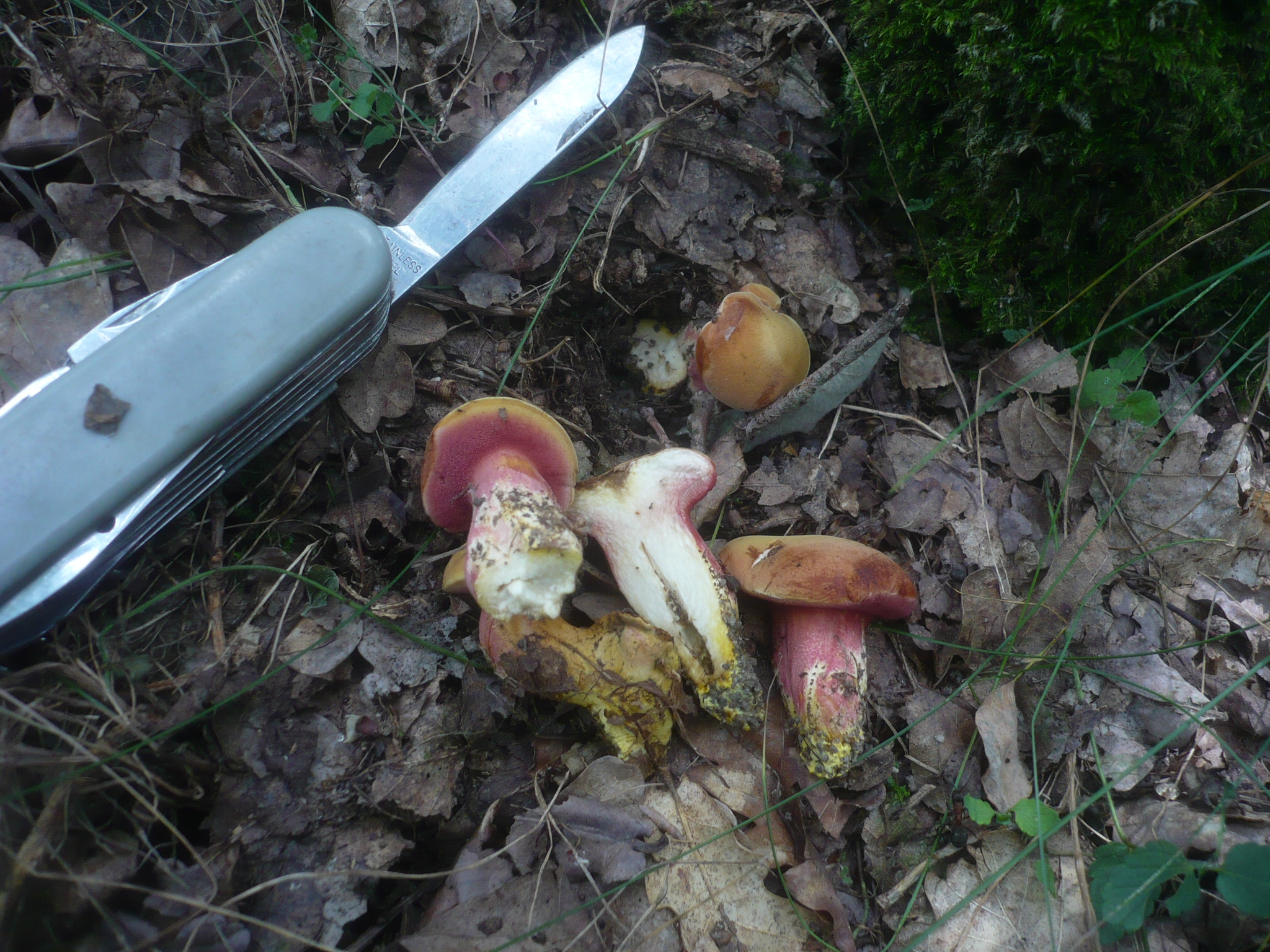
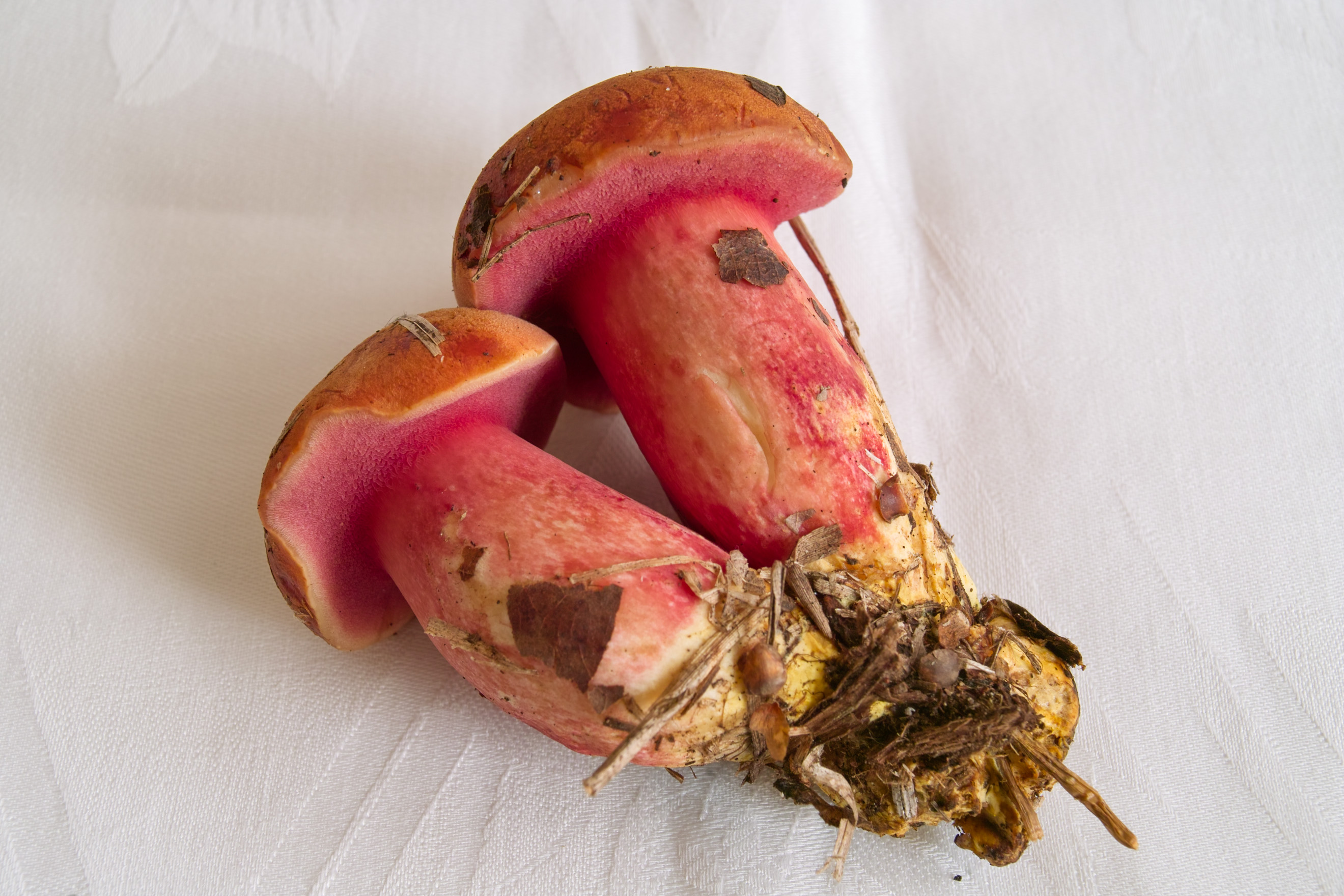
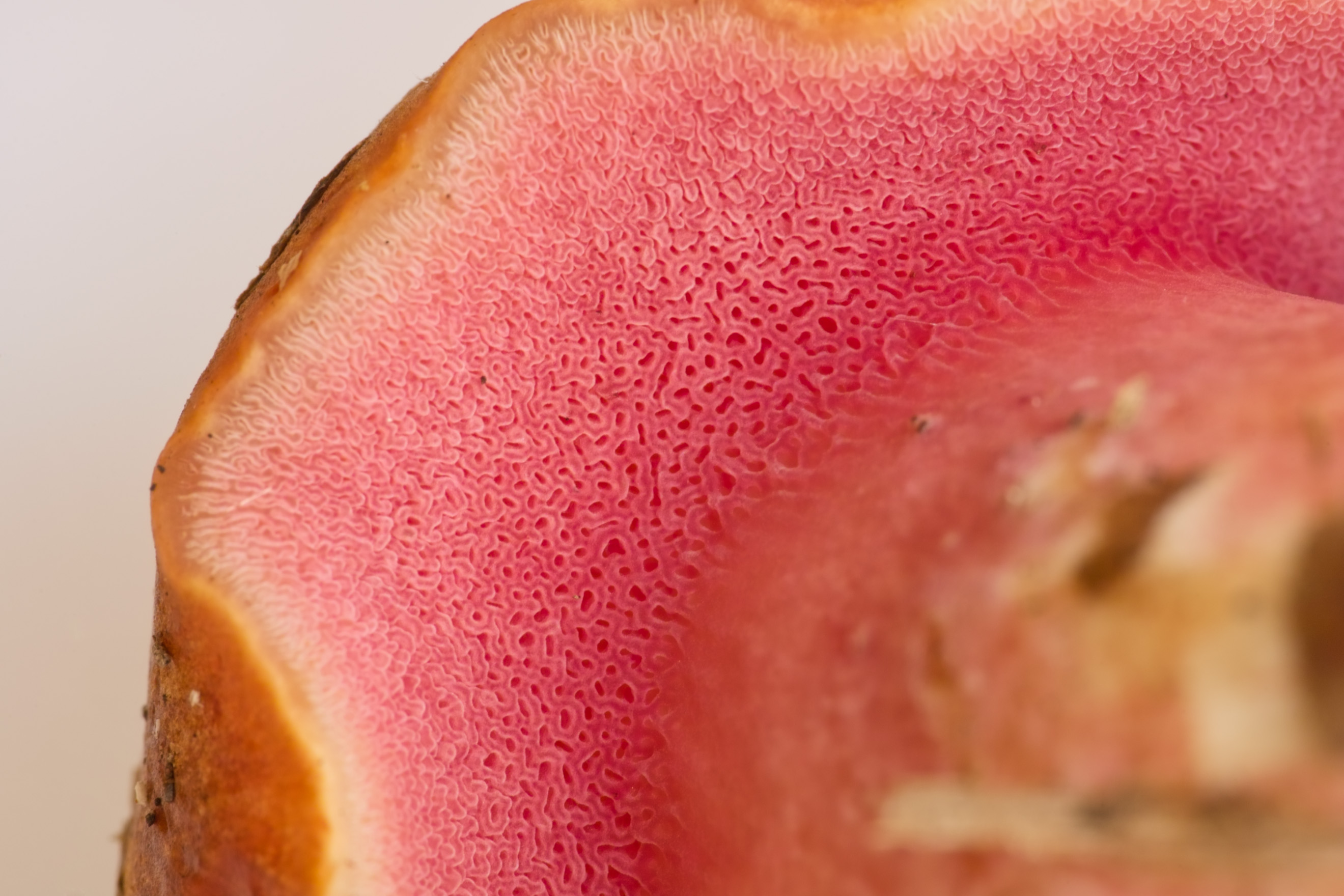